# Космовский, Станислав
Станислав Космо́вский (пол. Stanisław Kosmowski) — польский историк.
Служил в коронной гвардии, в 1794 отличился под Мацеевицами, после раздела Польши удалился в Италию и поступил в местный польский легион. Его труд: «История Польши, или очерк о правлении Станислава Августа, короля польского» (пол. Historyja polska, czyli rys panowania Stanisława Augusta kròla polskiego) (1807) имеет значение как историческое исследование.